# Die blaue Elise
Die blaue Elise (im englischen Original: The Ant and the Aardvark) ist eine Zeichentrickreihe um ein blaues Erdferkel (in der deutschen Synchronisation in den meisten Folgen einfach als „Ameisenfresser“ bezeichnet, seltener auch als Aardvark), welches erfolglos die clevere Ameise Charlie jagt. Dabei passieren dem Erdferkel allerhand Missgeschicke.
Im amerikanischen Original ist das Erdferkel männlichen Geschlechts und wird ebenso wie die Ameise von dem US-Schauspieler John Byner gesprochen. Für das Erdferkel imitiert er die Stimme von Jackie Mason, für die Ameise diejenige von Dean Martin.
In der von Eberhard Storeck erstellten deutschen Synchronisation wurde aus dem männlichen Erdferkel ein weiblicher Ameisenbär (Übersetzung von Anteater).

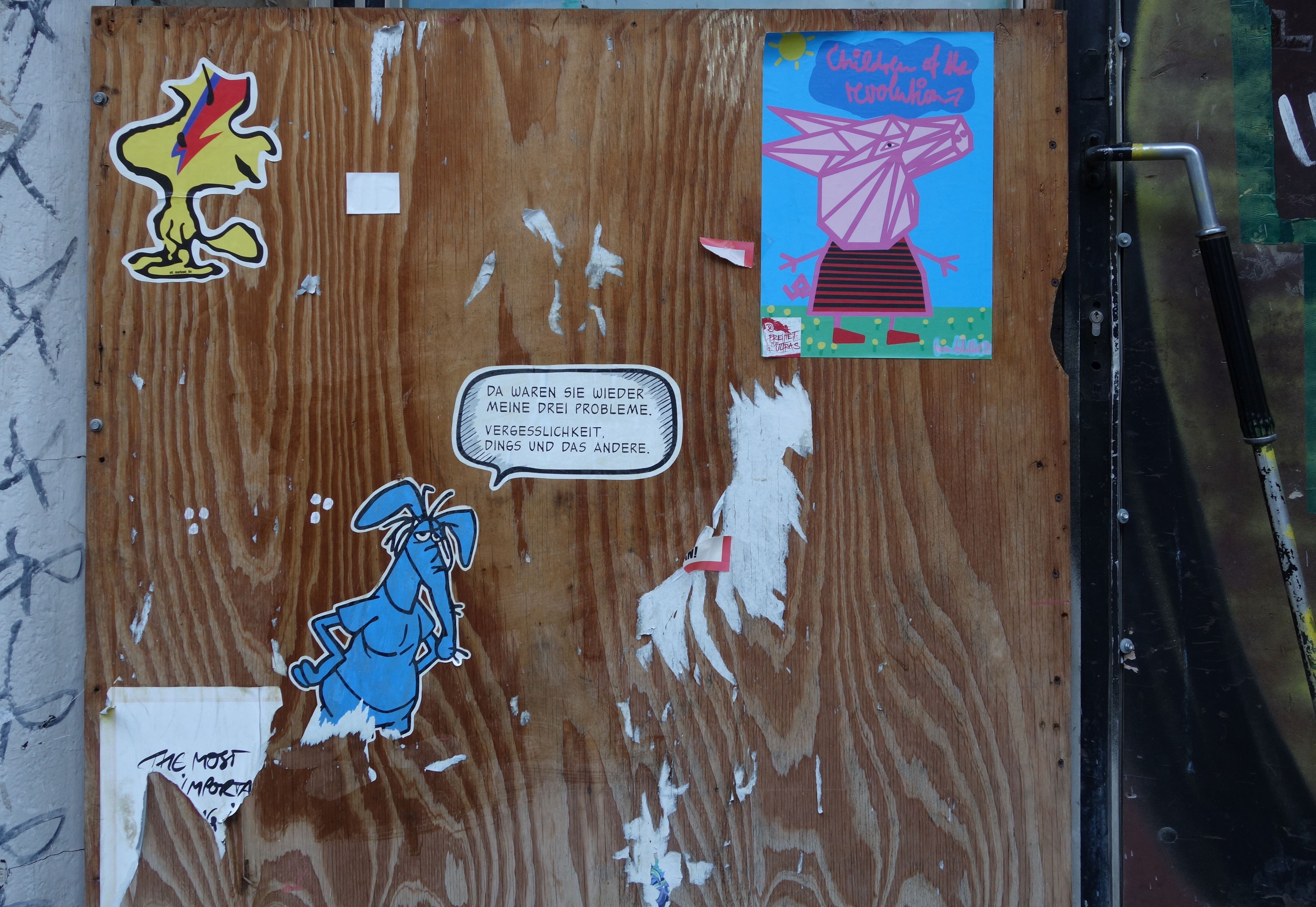
Die blaue Elise als Pin-up mit Sprechblase an einem Hauseingang in Düsseldorf, 2023

Die deutsche Fassung ist durch die vorwurfsvoll-altjungferliche Stimme der Synchronsprecherin Marianne Wischmann (die deutsche Stimme der Miss Piggy und der Mutter von Fran Fine in Die Nanny) gekennzeichnet sowie durch das Staubsaugergeräusch der blauen Elise, wenn diese versucht, die Ameise Charlie mit ihrem Rüssel einzufangen. Die Ameise wird von Fred Maire gesprochen.
Die Zeichentrickreihe wurde von 1969 bis 1971 im US-Filmstudio der DePatie-Freleng Enterprises (DFE) produziert, von der auch der Vorspann zum Spielfilm Der rosarote Panther sowie die spätere gleichnamige Zeichentrickserie stammte.
Insgesamt gibt es 17 Folgen mit der blauen Elise und der Ameise Charlie zu je 5 bis 7 Minuten. In Deutschland wurden sie seit den 1970er Jahren u. a. im Rahmen der Zeichentrickserie Der rosarote Panther ausgestrahlt und mehrfach wiederholt, mittlerweile existiert auch eine deutschsprachige DVD mit allen Folgen. Die Serie wird bis heute in unregelmäßigen Abständen im deutschen Fernsehen wiederholt und auch als Einspieler verwendet.
Die Episoden weisen die beiden Hauptfiguren Elise und Charlie auf, stilisierte Darstellungen der jeweiligen Art mit stark vermenschlichten Zügen, die Ameise hat nur vier statt sechs Beine, das Erdferkel hat angedeutete Kleidung. Beide gehen meist aufrecht, haben an den Vordergliedmaßen Hände und verfügen über menschliches Artikulationsvermögen sowie über menschliche Errungenschaften. Demgegenüber steht das schablonenhafte tierische Beutegreif- bzw. Fluchtverhalten.
Die Handlungen sind durch teils groteske Überdehnung von Naturgesetzen und surrealen Elementen gekennzeichnet. Kein Protagonist kommt je dauerhaft zu Schaden oder wird gar getötet. Verwundungen des Prädators nach oft selbst verschuldeten Unfällen meist mit Sprengkörpern oder der Schwerkraft sind in der jeweils nächsten Einstellung wieder verschwunden.

## Filmographie
1969:
- Picknick mit einem Ameisenbär (The Ant and the Aardvark)
- Ameise mit Hilfsmotor (Hasty But Tasty)
- Ameisenbär mit großem Maul (The Ant From Uncle)
- Zwei Bären und eine Ameise (I’ve Got Ants in My Plans)
- Ameisenjagd mit Hindernissen (Technology, Phooey)
- Ameisenbär sucht Ameise (Never Bug an Ant)
- Für Ameisenbären verboten! (Dune Bug)
- Die Insel der Ameisen (Isle of Caprice)

1970:
- Ein Ameisenbär hat’s schwer (Scratch a Tiger)
- Die Schoko-Ameise (Odd Ant Out)
- Ärger mit Ameisen! (Ants in the Pantry)
- Das Glück, ein Ameisenbär zu sein (Science Friction)
- Bruder Ameisenbär (Mumbo Jumbo)
- Der tiefgekühlte Ameisenbär (The Froze Nose Knows)
- Ameise mit Muskeln (Don’t Hustle an Ant with Muscle)

1971:
- Ameise im Heuhaufen (Rough Brunch)
- Ameisen-Diät (From Bed to Worse)